# Fleur de sel
Cet article concerne le produit des marais salants. Pour l'ouvrage de Bernard Clavel, voir Fleur de sel (Clavel).
Pour les articles homonymes, voir Fleur (homonymie).
 (janvier 2013).
Si vous disposez d'ouvrages ou d'articles de référence ou si vous connaissez des sites web de qualité traitant du thème abordé ici, merci de compléter l'article en donnant les références utiles à sa vérifiabilité et en les liant à la section « Notes et références ».

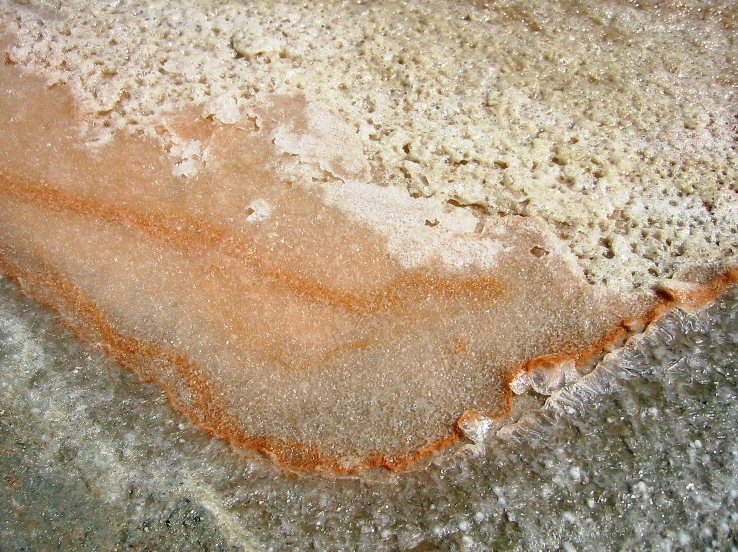
Fleur de sel.

La fleur de sel  est la mince couche de cristaux blancs qui se forme et affleure (affleur de sel) la surface des marais salants, en général par l'action évaporatrice du vent. C'est un sel marin à gros grains, typiquement compris entre 0 et 4 mm, a structure granulaire molle et humide. Cette variété ne convient pas aux moulins à sel. La fleur de sel a une teneur plus élevée en minéraux, calcium et magnésium, et possède une saveur plus douce que d'autres sels. Ce produit s’utilise en cuisine à la place du sel pour assaisonner les plats et est souvent utilisée comme touche de finition. La production étant moindre que le sel classique, son prix de vente est supérieur et peut assimiler la fleur de sel à un produit de luxe.

## Étymologie
Réminiscence savante du latin flos salis, le terme « fleur de sel » aurait été inventé par les paludiers de la côte Atlantique, là où sa culture a débuté il y a plusieurs siècles. Il aurait été utilisé en premier par des négociants en sel qui souhaitaient insister sur le fait que ce sel est recueilli à la surface des eaux et représente la qualité supérieure de la production, la « fleur », ou par extension de la dénomination prosaïque de la partie superficielle affleurante du bassin : "l'affleur de sel" . En 1732, cette dénomination apparaît officiellement dans le dictionnaire de Trévoux.

## Caractéristiques

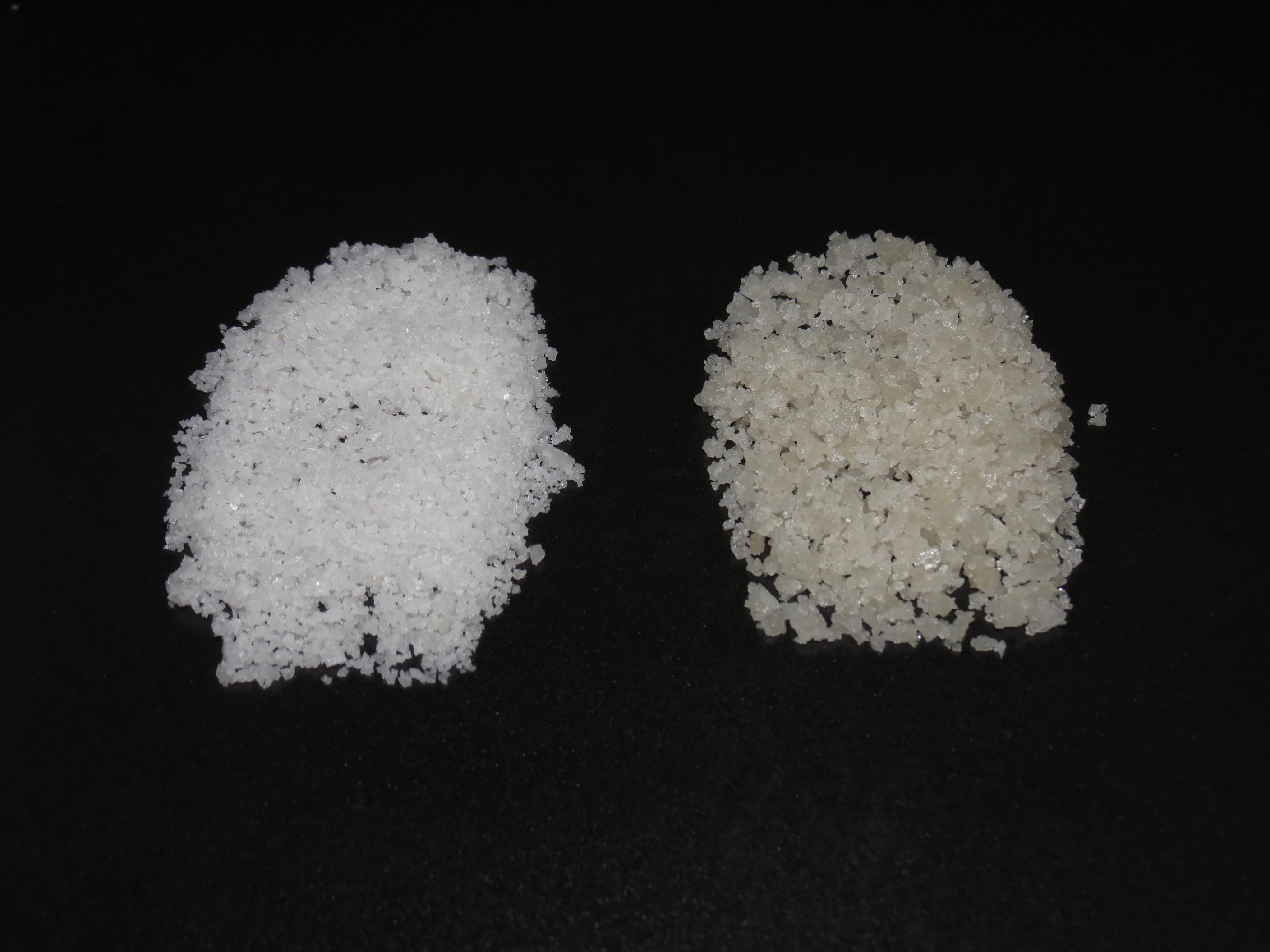
Comparaison entre la fleur de sel (à gauche) et le gros sel ou sel gris (à droite) des marais salants de Guérande.

Les cristaux de sel restant à la surface de l'eau sont beaucoup plus fins que ceux du gros sel.
Sa teinte parfois rosée ou saumon est due à la prolifération de Dunaliella salina, une algue microscopique halophile unicellulaire qui accumule des caroténoïdes dont le bêta-carotène, associés à une odeur de violette.

## Formation
La fleur de sel se forme principalement pendant les après-midis d'été, lorsque l'écart de température provoqué par la brise entre l'air tiède et la surface du marais salant est suffisant. Elle est rabattue par le vent sur les bords du bassin. Les cristaux de fleur de sel piégés en plaque à la surface des bassins peuvent être plus fins que ceux du gros sel, dont la granulométrie est de 1 à 7 mm,. Par ailleurs, le fait qu'elle ne soit jamais en contact avec l'argile du fond de l'œillet lui permet de garder sa couleur blanche. La fleur de sel se teinte parfois d’une légère couleur rosée due à la présence d’une algue microscopique. Le « gros sel », puisqu'il repose au fond de l'œillet lors de sa récolte, prend une couleur plus sombre. Il est d'ailleurs également appelé « sel gris ».

## Récolte
La fleur de sel est prélevée manuellement et quotidiennement, le soir, à la surface des bassins durant la période estivale (de début juin à la fin août dans l'hémisphère nord). Délicate et fragile, la fleur de sel doit être récoltée rapidement pour éviter que la pluie dissolve les cristaux. À l'origine, quand les sauniers ne pouvaient pas savoir quand la pluie allait tomber, ils observaient une larve de diptère, le Stratiomys, une sorte de mouche de la famille des Stratiomyidae qui vit dans les marais salants. Leur apparition signifiait qu'il fallait récolter le sel, car la pluie (ou de fortes rosées) allait tomber dans les 48 heures à venir.
Sur la côte atlantique, le saliculteur cueille délicatement la fleur de sel à l'aide d'une lousse à la surface du cristallisoir, sinon elle peut couler et alors se transformer en gros sel.
Le saliculteur porte des noms différents selon les régions : « paludier » (Guérande), « saunier » (Île de Ré, Noirmoutier). L'outil, la lousse en dialecte de l'Ouest, peut être faite de matériaux différents : bois de châtaignier, résine ou inox.
La fleur de sel est ensuite égouttée. La technique de séchage dépend des sites de production. Sur l'île de Noirmoutier, elle est séchée au soleil sur des tables à fleur.

## Production
La fleur de sel est récoltée sur la façade Atlantique, les plus gros volumes provenant de la presqu'île de Guérande, de l'île de Noirmoutier et de l'île de Ré. Le marché de la fleur de sel en France est dominé par la fleur de sel de Guérande de la coopérative Le Guérandais, leader des ventes depuis plusieurs années.

## Usage
Si la fleur de sel est cultivée sur la côte atlantique depuis plusieurs siècles, elle reste inconnue du grand public jusqu'au début des années 1990. Dans les années 60, il existe une production de fleur de sel en petite quantité surtout destinée aux conserveries de sardines de la région, qui la préfèrent au gros sel pour la salaison du poisson. La fleur de sel de Guérande devient connue du grand public lors de l'avènement des émissions culinaires, et plus particulièrement lorsque Jean-Pierre Coffe la met à l'honneur dans son émission en 1992.
Si le gros sel s'utilise pour les cuissons en « croûte de sel » ou pour saler l'eau de cuisson, la fleur de sel s'utilise en fin de cuisson, lors du dressage du plat. Elle se dissout très rapidement, ce qui lui fait bien pénétrer les aliments qu'elle assaisonne. Pour cette raison, il est conseillé de l'ajouter en fin de cuisson. 
Depuis 2012, le sel et la fleur de sel de Guérande est reconnue dans toute l'Union européenne grâce à l'indication géographique protégée. De même pour  le sel et la fleur de sel de Camargue et le sel et la fleur de sel de l'île de Ré tout deux depuis 2024.